# Powiat Zgorzelecki
Der Powiat Zgorzelecki ist ein Powiat (Landkreis) im Umkreis der polnischen Stadt Zgorzelec in der Woiwodschaft Niederschlesien. Er umfasst ein Territorium von 838 km², auf dem etwa 91.000 Menschen leben (Stand 2016). Der Powiat gehört der Euroregion Neiße an.
Der Powiat wurde am 1. Januar 1999 gegründet. Sein Kreisgebiet ist nicht identisch mit dem heute polnischen Teil des früheren schlesischen Landkreises Görlitz; in ihm befinden sich auch Teile der ehemaligen Amtshauptmannschaft Zittau.

## Gemeinden
Der Powiat Zgorzelecki besteht aus sieben Gemeinden;
davon zwei Stadtgemeinden;
- Zawidów (Seidenberg)
- Zgorzelec (Görlitz)

drei Stadt-und-Land-Gemeinden;
- Bogatynia (Reichenau in Sachsen)
- Pieńsk (Penzig)
- Węgliniec (Kohlfurt)

und zwei Landgemeinden
- Sulików (Schönberg/Oberlausitz)
- Zgorzelec